# Jerzy Białobok

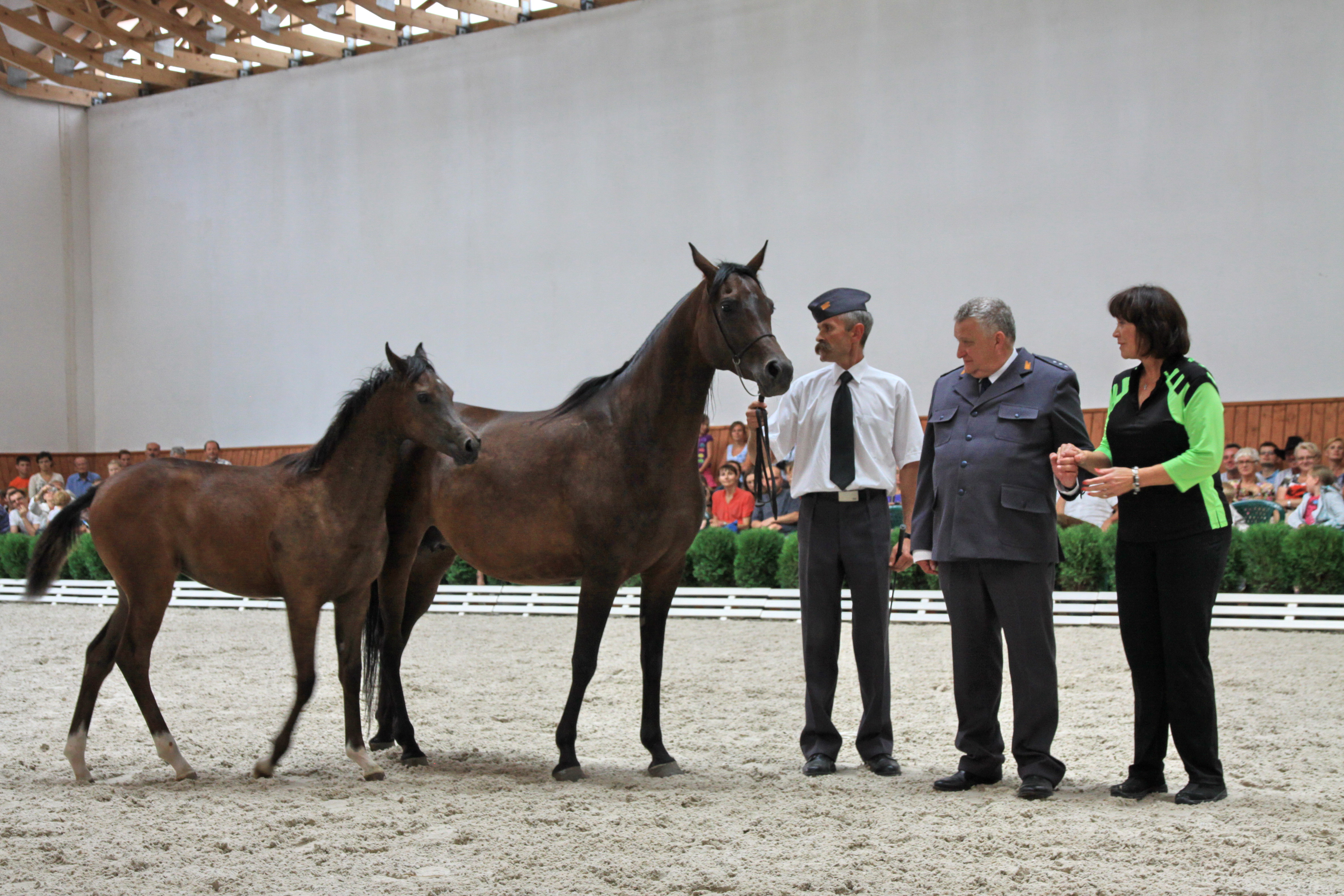
Wielka Parada Michałowa, 20 sierpnia 2013

Jerzy Kazimierz Białobok (ur. 17 grudnia 1952 w Śremie) – polski hodowca, w latach 1997–2016 dyrektor Stadniny Koni Arabskich w Michałowie.

## Życiorys
Jest absolwentem poznańskiej Akademii Rolniczej. Po ukończeniu studiów przybył do Michałowa jako praktykant i rozpoczął pracę w Stadninie 15 sierpnia 1977. Od stażysty, przez wieloletnie koniuszostwo, z czasem objął stanowisko głównego hodowcy.
W 1997, po przejściu 30 czerwca pierwszego, wieloletniego dyrektora stadniny Ignacego Jaworowskiego na emeryturę, objął po nim stanowisko. W lutym 2016 został odwołany ze stanowiska prezesa Stadniny Michałów.
Ma na swym koncie wybitne osiągnięcia hodowlane. W 2001 SK Michałów otrzymał Nagrodę Prezydenta RP Aleksandra Kwaśniewskiego dla najlepszego gospodarstwa - stadniny.
W 2016 otrzymał Odznakę Honorową Województwa Świętokrzyskiego.

## Rodzina i życie prywatne
Jest żonaty z Urszulą Laufersweiler-Białobok.